# Harmonie Centrum
Harmonie Centrum (Lets: Saskaņas Centrs, SC; Russisch: Центр Согласия, Tsentr Soglasija) is een pro-Russische politieke alliantie in Letland. De alliantie werd gevormd in 2005, met de Sociaaldemocratische Partij ‘Harmonie’ en de Socialistische Partij van Letland als aangesloten partijen. De partijleider is sinds het najaar van 2005 de journalist Nils Ušakovs.
In de Europese Parlementsverkiezingen van 2009 werd het Harmonie Centrum de op een na grootste partij in het Letse Europees Parlement. De partij kreeg 19,57% (154.894 stemmen) van de stemmen en won 2 van de 8 zetels.
In de parlementsverkiezingen van 2010 werd het Harmonie Centrum de op een na grootste partij in het Letse parlement en de grootste oppositie alliantie in het parlement. De alliantie kreeg 26,04% van de stemmen (251.397 stemmen) en won 29 van de 100 zetels. In de volgende parlementsverkiezingen van 2011 verkreeg het Harmonie Centrum het meest aantal stemmen (28,36%) en zetels (31 van de 100 zetels), maar bleef in de oppositie.
Bij de verkiezingen van 4 oktober 2014 verloor de partij 7 zetels en kwam op 24 van de 100 zetels (met 209.885 stemmen	23%).